# Ritratto di Lord John e Lord Bernard Stuart
Van Dyck ritrae in questo dipinto due cugini del re d'Inghilterra Carlo I, Lord John e Lord Bernard Stuart. Entrambi i fratelli, all'epoca del ritratto di diciassette e sedici anni, morirono per la causa realista durante il periodo della guerra civile inglese contro le truppe parlamentari di Oliver Cromwell. Erano fratelli minori di James Stuart, membro dell'Ordine della Giarrettiera anch'esso ritratto, e di frequente, da van Dyck.